# Decetia numicusarioides
Decetia numicusarioides är en fjärilsart som beskrevs av Holloway 1998. Decetia numicusarioides ingår i släktet Decetia och familjen Uraniidae. Inga underarter finns listade i Catalogue of Life.